# Quindio-Wachspalme
Die Quindio-Wachspalme (Ceroxylon quindiuense), früher auch als Quindiu-Wachspalme bezeichnet, ist eine Pflanzenart aus der Gattung Ceroxylon innerhalb der Familie der Palmengewächse (Arecaceae). Sie ist in Kolumbien heimisch und gilt als höchste Palmenart der Welt. Seit 1985 ist die Quindio-Wachspalme der Nationalbaum Kolumbiens.  

## Merkmale

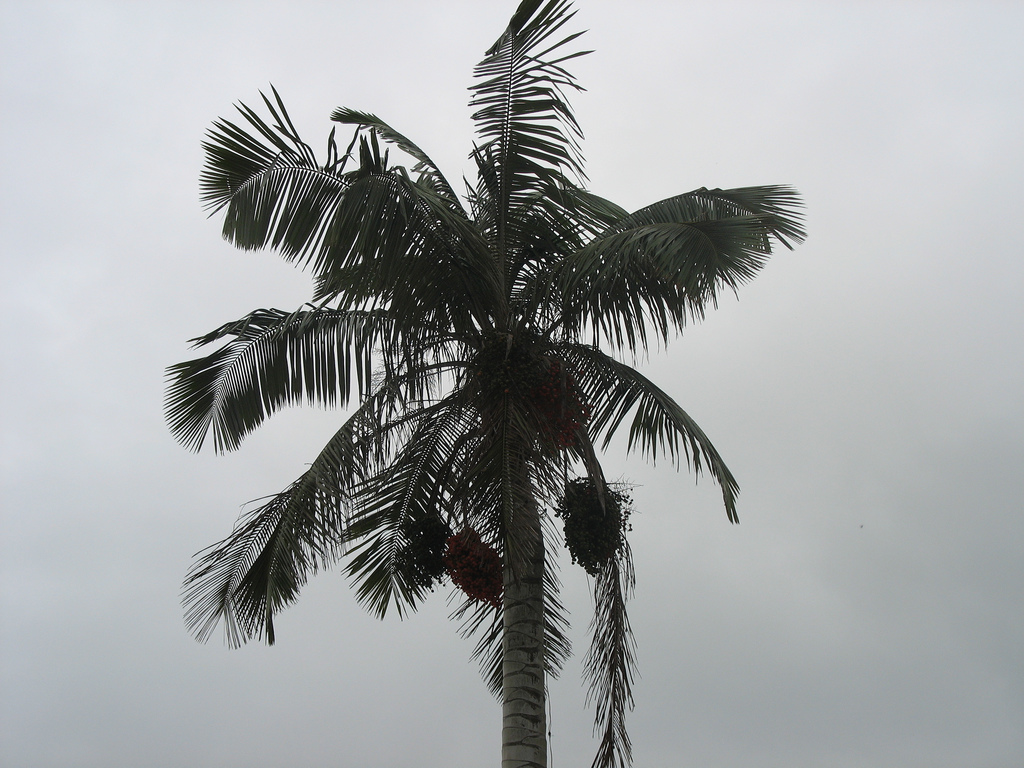
Palmschopf und Wedel der Quindio-Wachspalme

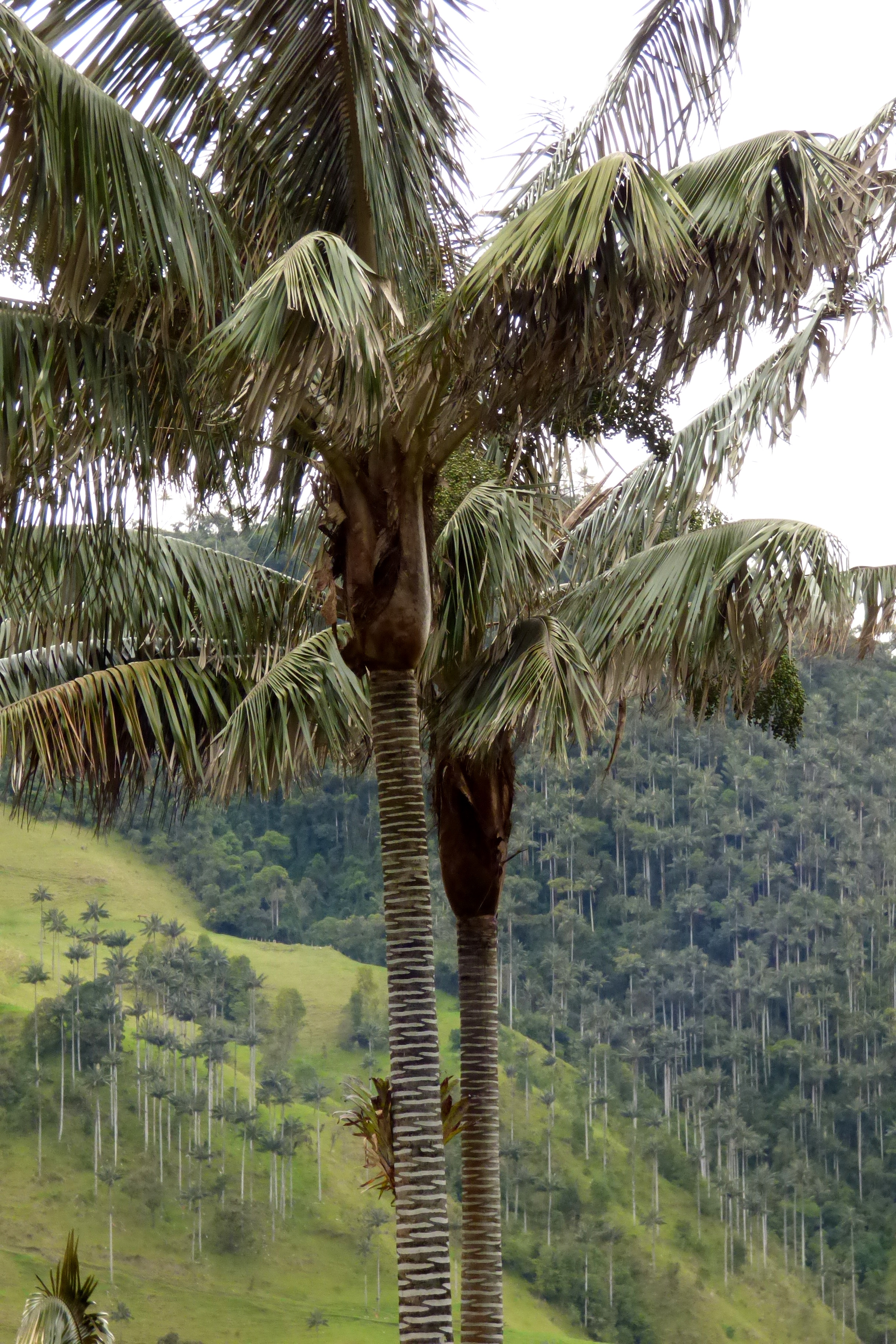
Habitus

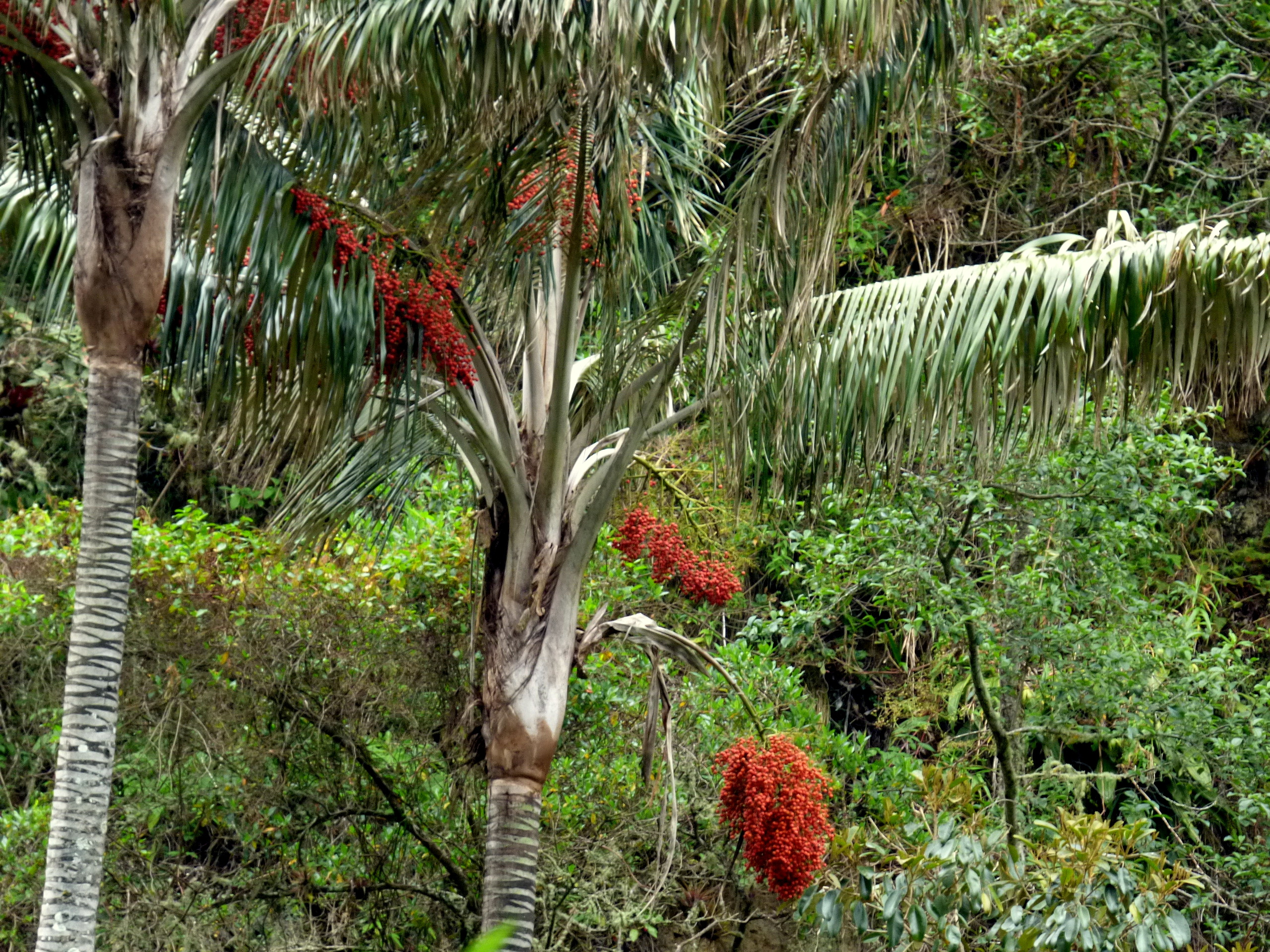
Quindio-Wachspalme mit Früchten

Die Stämme erreichen Wuchshöhen von 15 bis 50 Metern (selten 60 Meter) und einen Durchmesser von 20 bis 40 Zentimetern. Die Quindio-Wachspalme hat ein sehr langsames Wachstum und kann mehrere hundert Jahre alt werden. Die ausgewachsenen Palmen sind durch eine dicke Wachsschicht auf der Rinde charakterisiert. Die Krone ist nahezu rund. Es sind 18 bis 30 4,5 bis 5,5 Meter lange, nach oben wachsende Palmwedel vorhanden. Die Palmwedel bestehen aus 70 bis 110 regelmäßig angeordneten, hängenden, an der Oberseite dunkelgrünen und an der Unterseite mit einem dicken, wolligen, weißlichen oder gelblichen Flaum bedeckten Fiederblättern, die 60 Zentimeter lang werden können. 
Die glatten, kugelförmigen, orangeroten bis leuchtend roten Früchte weisen einen Durchmesser von 1,7 bis 1,9 Zentimeter auf.

## Vorkommen
Die Quindio-Wachspalme kommt an den Ost- und Westhängen der Zentralanden in den Verwaltungsgebieten Antioquia, Quindío, Risaralda und Tolima, an den Hängen der Westanden in der Provinz Valle del Cauca und an den Hängen der Ostanden in den Provinzen Cundinamarca, Norte de Santander und Putumayo vor. Der Lebensraum sind Bergregenwälder in Höhenlagen zwischen 2000 und 3000 Metern.

## Verwendung
Die jungen Palmwedel werden für die Palmsonntagsprozessionen verwendet. Aus dem Holz werden Gartenzäune und Hausmauern hergestellt. Im 19. Jahrhundert wurden aus dem gewonnenen Wachs Kerzen angefertigt.

## Ökologie
Die Quindio-Wachspalme bietet Lebensraum und Nahrung für mehrere Tierarten. Der seltene Gelbohrsittich bevorzugt diese Art als Brutbaum. Die Palmherzen gehören zum Nahrungsangebot des Brillenbären  und die reifen Früchte dienen als Nahrung für den Grünhäher, die Riesendrossel und den Laucharassari.

## Gefährdung
Die Quindio-Wachspalme wird von der IUCN in die Kategorie gefährdet (vulnerable) klassifiziert. Diese Art steht unter einem enormen Druck der sich ausbreitenden Landwirtschaft und Viehzucht in den kolumbianischen Andenregionen. Das Vieh frisst die Keimlinge, so dass kaum noch junge Bäume heranwachsen können. Die Wedel werden übermäßig für religiöse Feste gesammelt. Wegen der Verwendung des Holzes werden trotz gesetzlichen Schutzes viele Altbäume abgeholzt. Die Quindio-Wachspalme lässt sich in der Kultivierung züchten und wird in Parks in Bogotá und Quito gezeigt.